# Исраелян, Липарит Мирзоевич
Липарит Мирзоевич Исраелян (20 ноября 1922, Брнакот, Армянская ССР — 15 октября 1965, Сисиан, Армянская ССР) — участник Великой Отечественной войны, гвардии старшина, телефонист отдельной роты связи 110-й гвардейской стрелковой дивизии 37-й армии Степного фронта. Герой Советского Союза.

## Биография
Родился 20 ноября 1922 года в селе Брнакот Зангезурского уезда Армянской ССР Закавказской СФСР (ныне марз Сюник Республики Армения) в армянской крестьянской семье. Окончив среднюю школу, работал в совхозе родного села.
С началом Великой Отечественной войны, в июле 1941 года, он, в числе сотен тысяч добровольцев, вступил в ряды Красной Армии. После обучения в сержантской школе телефонистов с ноября 1942 года находился на полях сражений в составе 408-й стрелковой дивизии, с которой участвовал в боях за Геленджик. Затем воевал в составе 110-й гвардейской стрелковой дивизии.
Действуя в составе Отдельной роты связи 110-й гвардейской стрелковой дивизии 37-й армии Степного фронта, особо отличился при форсировании Днепра в районе села Куцеволовка Онуфриевского района Кировоградской области. 30 сентября 1943 года гвардии сержант Исраелян проложил через реку кабель и установил связь с переправившимися подразделениями дивизии. На берегу в схватке за удержание плацдарма с прорвавшимся в боевые порядки противником уничтожил несколько автоматчиков. Был трижды ранен, но остался в строю. За проявленный героизм был приставлен к высшей награде Советского Союза.
Указом Президиума Верховного Совета СССР «О присвоении звания Героя Советского Союза офицерскому, сержантскому и рядовому составу Красной Армии» от 22 февраля 1944 года за «образцовое выполнение боевых заданий командования при форсировании реки Днепр, развитие боевых успехов на правом берегу реки и проявленные при этом отвагу и геройство» удостоен звания Героя Советского Союза с вручением ордена Ленина и медали «Золотая Звезда» (№ 2526).
После войны был демобилизован в звании старшины. Жил в городе Сисиан, работал экспедитором в «Сельхозтехнике».
Умер 15 октября 1965 года. Похоронен в родном селе.

## Награды
- Медаль «Золотая Звезда» Героя Советского Союза (22.02.1944);
- орден Ленина (22.02.1944);
- орден Красной Звезды (10.10.1943);
- Медали, в том числе:

медаль «За боевые заслуги» (17.12.1943).

## Память
- Именем Героя названа улица и школа в родном селе.